# Spiralix corsica
Spiralix corsica је пуж из реда Littorinimorpha, ендемска врста Француске.

## Угроженост
Ова врста се сматра рањивом у погледу угрожености врсте од изумирања.

## Станиште
Станиште врсте су слатководна подручја.